# Temps continu
En modélisation de processus, le temps continu est un principe selon lequel le temps s'écoule comme une variable continue - c'est-à-dire qu'il est toujours possible de trouver une valeur de temps intermédiaire entre deux instants aussi proches qu'ils soient l’un de l'autre (notion topologique de densité). 
Les paramètres des systèmes à temps continus sont décrits par des systèmes d'équations différentielles qui peuvent être traitées par des transformations intégrales telles que les transformées de Fourier et de Laplace, contrairement aux systèmes à temps discrets qui sont décrits par des systèmes d'équations aux récurrences qui sont traités par la transformée en Z.